# Distrito de Rímac
El distrito del Rímac (del quechua rimaq 'el que habla') es uno de los cuarenta y tres distritos que conforman la provincia de Lima, ubicada en el departamento homónimo, en el Perú. Limita al norte con el distrito de Independencia, al este con el distrito de San Juan de Lurigancho, al sur con el distrito de Lima, y al oeste con el distrito de San Martín de Porres. 
Durante las épocas colonial y virreinal, fue el principal suburbio de la ciudad y era conocido como el barrio de San Lázaro o Abajoelpuente. Es uno de los distritos más tradicionales de Lima con calles de influencia sevillana. Pertenece a la subregión de Lima Centro, la subregión más antigua de la capital. Asimismo, es el distrito céntrico con más cercanía a Lima Norte. El río Rímac separa esta localidad del distrito de Lima, con el que comparte el centro histórico de Lima. Está conformado por urbanizaciones como La Florida, la Unidad Vecinal del Rímac, Ventura-Rossi, Villa Campa, El Manzano, Ciudad y Campo, La Perricholi, El Bosque, Palomares, La Huerta y barrios formados por la migración de la zona andina peruana como Los Ángeles, Mariscal Castilla, San Juan de Amancaes, Flor de Amancaes, entre otros.

## Toponimia
El nombre original de este sector de Lima es «Abajoelpuente»; sin embargo, para su distritalización en 1920 tomó el nombre del río Rímac que sirve como límite por el sur con el distrito de Lima. El vocablo Rímac procede de la voz quechua rimaq, que significa 'el que habla' en referencia a un ídolo u oráculo que existió en la región en tiempos prehispánicos. En sus inicios, el sector también se conoció como «Nueva Triana», probablemente por cuenta de un barrio de Sevilla a orillas del río Guadalquivir.

## Historia
En 1562, Antón Suárez estableció en el ala derecha del río Rímac, el Hospital de Leprosos de San Lázaro, al lado del cual se levantaría la iglesia de San Lázaro. En sus inicios, el arrabal que se desarrolló en torno a ese núcleo urbano estaba ocupado por indios, negros, enfermos, frailes y viajeros.
Era también, el punto de paso y entrada a la ciudad de Lima de los viajeros que venían de ciudades del norte del virreinato del Perú, como Trujillo o Paita, donde desembarcaban los viajeros que venían de Tierra Firme, Panamá y otros lugares. Esto estimuló la aparición de mesones, pulperías y ollerías a lo largo del camino durante la segunda mitad del siglo XVI.
Durante el mandato del virrey, Andrés Hurtado de Mendoza, el cabildo dispuso la urbanización del arrabal, con la consiguiente delimitación de las manzanas y la división de los solares. También se mandó a construir un puente, y una plazoleta entre la calle principal y el río.
Desde 1535 hasta 1590, el barrio de San Lázaro estaba habitado por muchos indios que se dedicaban a la pesca de camarones, a la reparación de los tajamares y del puente, así como a la limpieza de la ciudad. Este grupo fue desplazado a guetos a finales del siglo XVI, tras ser fuertemente golpeado por las epidemias de viruelas y tifus, entre 1585 y 1589.

### SiglosXVIIyXVIII
A comienzos del siglo XVII, se desplazaron desde Lima a San Lázaro el matadero, la carnicería, las tenerías y los quemaderos. Pese a la suciedad que caracterizaba la zona, esta se convirtió en un polo de desarrollo de edificios residenciales y comerciales.
El 2 de junio de 1603, el gobierno del virrey, Luis de Velasco y Castilla, mandó abrir el camino de San Lázaro que iba al monasterio de los Descalzos. En 1607, una crecida del Rímac destruyó el puente construido durante el virreinato de Hurtado, y en 1610, se inauguró el Puente de Piedra, lo cual estimuló el desarrollo urbano y el aumento demográfico.
En 1611, durante el virreinato de Juan de Mendoza y Luna, se construyó la Alameda de los Descalzos que comunicaba con el convento franciscano del mismo nombre. Hacia 1615, esta ya estaba sin embargo muy detriorada, y en 1623 su estado era "calamitoso". Por los manejos que condujeron a esa situación, el cabildo pensó en demandar al virrey, Francisco de Borja y Aragón, no obstante, esta intención no progresó.
En 1624, se inició un intenso fenómeno del Niño, que provocó un aumento anormal del caudal del río Rímac, que se salió de su cauce y provocó una gran erosión de sus riberas. Esto arruinó los tajamares y puso en riesgo el sistema de distribución de agua. Aunque se tomaron algunas medidas y se repararon las riberas del río, este volvió a desbordarse en varias ocasiones. La inundación de 1634 fue catastrófica y se llevó algunas casas y parte de la Iglesia de Nuestra Señora de la Cabeza.
A mediados del siglo XVII, se construyó en la Alameda de los Descalzos la Iglesia de Nuestra Señora de Copacabana. Entre 1684 y 1687, durante el gobierno del virrey Melchor de Navarra y Rocaful construyó la Muralla de Lima, que dejó por fuera al barrio de San Lázaro.
Durante el siglo XVIII, la zona de la plaza mayor, y los arrabales de San Lázaro y de Acho conformaban una unidad gracias al Puente de Piedra ya otras estructuras que permitían cruzar el Rímac. A su vez, dejó de ser una zona exclusiva de infestados y un barrio de indios y negros, para ser también residencial de ricos. Todo lo cual tuvo un importante impacto en el aspecto urbano de la zona, en la que se construyeron diversos parques, alamedas y otros espacios recreativos.
En 1739, durante el gobierno del virrey, Antonio José de Mendoza Caamaño y Sotomayor, se utilizó un antiguo muladar para formar la Alameda del Tajamar o de Las Cabezas. Esta alameda estaba flanqueada por dos hileras de árboles y partía del matadero y llegaba hasta las inmediaciones del Puente de Piedra. En el siglo XX, la compositora Chabuca Granda la evocó en su vals La flor de la canela.

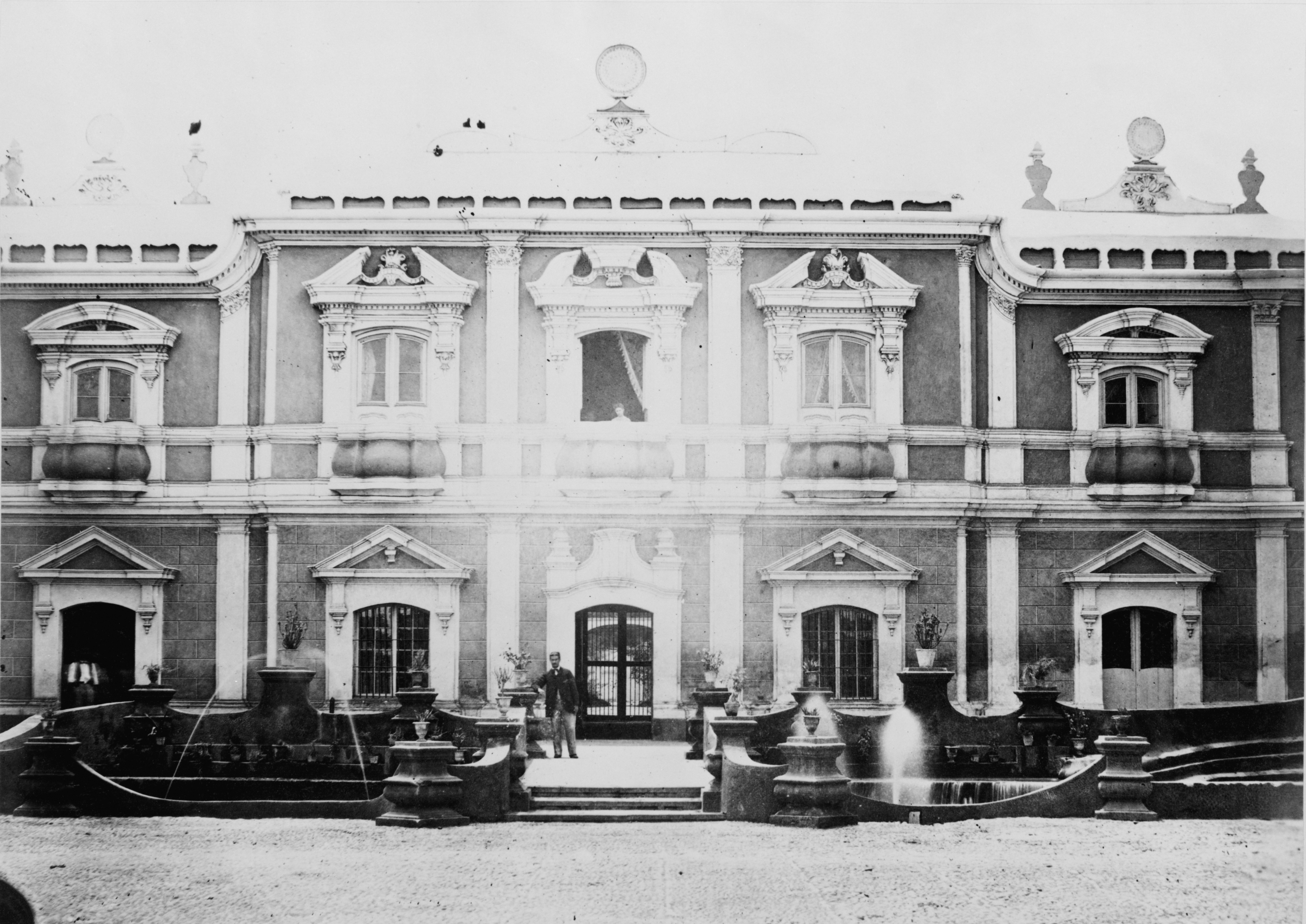
La Quinta de Presa.

Durante el siglo XVIII, en la zona también se construyeron varias obras religiosas y civiles. Dentro de las primeras se encuentran la Iglesia de Santa Liberata, la Iglesia de Nuestra Señora del Patrocinio y la Iglesia de San Lázaro.
En los años 1760 y 1770, durante el virreinato de Manuel de Amat y Junyent, se inauguraron varias obras que redefinieron el aspecto de este llamado arrabal de San Lázaro. En 1766, se inauguró la Plaza de Toros de Acho; en 1772, el Paseo de Aguas; en 1773, la Alameda de Acho, que iba desde la Plaza de Toros hasta los baños de Piedra Lisa. También en el siglo XVIII, se construyó la Quinta de Presa, de estilo rococó, que a su vez incluía inmuebles para la maquinaria del molino, almacenes, oficinas de la administración, y las vivienda de dependientes, criados y esclavos.

### SiglosXIXyXX
Tras la Independencia, continúa la integración del arrabal de San Lázaro con el resto del casco antiguo y en la época de la República los dos núcleos ya están plenamente conurbados. En 1849, se refaccionó la Alameda de Acho. En los años 1870, comenzó la construcción del Puente Balta, que concluiría varias décadas después.
En 1910, una familia de inmigrantes ingleses fundó en una casa de Rímac la que se convertiría Corporación Lindley, que en 1935, lanzó la gaseosa Inca Kola. En 1917, se construyó la Vía de Evitamiento, que eliminó las alamedas del Tajamar y de Acho, y transformó radicalmente la ribera del antiguo barrio de San Lázaro.
El distrito del Rímac fue creado el 2 de febrero de 1920, elevando el barrio de San Lázaro (Lima) a la categoría de distrito. El entonces presidente Augusto B. Leguía, nombró como alcalde de Rímac a Juan Bautista Nicolini Bollentini. 
Posteriormente, el distrito aumenta su territorio más allá de la Portada de Guía y también absorbe territorios del antiguo distrito de Carabayllo (terreno de la sede de la Escuela de Ingenieros (actual UNI) y El Ermitaño). En la década de los años 60, la zona de El Ermitaño pasa a formar parte del naciente distrito de Independencia.
Entre 1920 y 1950, el Rímac acoge sobre todo a sectores de población de ingresos medios y bajos, como comerciantes y obreros industriales. Debido a la obsolescencia de su infraestructura, al hacinamiento de la población y también a la decadencia urbana del centro histórico en su conjunto, el Rímac sufre un creciente deterioro. En los años 1950, algunas zonas se encuentran tugurizadas, con una población de bajos ingresos que sobrevive gracias a la economía informal.
Sin embargo, también hay que destacar que en el centro de este añeja parte de la capital se erigieron urbanizaciones (por ejemplo, Ventura Rossi, la Unidad Vecinal del Rímac, La Florida) que fueron pobladas por gentes de clase media y media alta, por familias de origen y apellidos vascos, italianos y hasta franceses. Se puede mencionar que el Rímac antiguo siempre había contado con población que tenía apellidos de origen vasco e italiano.
Durante la segunda mitad del siglo XX, las zonas que circundan el distrito del Rímac (hablando geográficamente, no es su parte céntrica) continuaron el proceso de tugurización, que se agudizó aun más durante la década perdida de los años 1980.
En 1991, como parte de la declaración del centro histórico de Lima como Patrimonio Cultural de la Humanidad por la Unesco, un sector muy importante del distrito del Rímac quedó incorporado dentro de dicha declaratoria.

## Geografía y límites distritales

### Ubicación
El distrito del Rímac está ubicado al norte del centro histórico de Lima, y forma parte de la subregión Lima Centro. Asimismo, posee una parte del centro histórico. Cuenta con una superficie de 11.87 km² y su altitud media es de 161 m s.n.m.

### Límites
Limita al norte, con el distrito de Independencia, por medio de los cerros Arrastre, Quimsa Ñam y San Jerónimo. Luego, colinda al este, con el distrito de San Juan de Lurigancho, igualmente mediante los cerros Quimsa Ñam y San Jerónimo. Después, el límite atraviesa los cerros Observatorio, Santa Rosa y San Cristóbal. Seguidamente, colinda al sur, con el distrito de Lima, por medio del río Rímac. Posteriormente, limita al oeste, con el distrito de San Martín de Porres, a través de las avenidas Caquetá y Túpac Amaru. Y finalmente, colinda al noroeste, nuevamente con el distrito de Independencia, mediante la avenida 18 de Enero, y los jirones Señor de los Milagros y San Andrés. 
| Noroeste: Distrito de San Martín de Porres / Distrito de Independencia | Norte: Distrito de Independencia | Nordeste: Distrito de San Juan de Lurigancho                   |
| Oeste: Distrito de San Martín de Porres                                |                                  | Este: Distrito de San Juan de Lurigancho                       |
| Suroeste: Distrito de San Martín de Porres / Distrito de Lima          | Sur: Distrito de Lima            | Sureste: Distrito de San Juan de Lurigancho / Distrito de Lima |

## Atractivos turísticos
El distrito posee el 40 % del patrimonio histórico de Lima. En 2015, fue incluido como Patrimonio de la Humanidad de la Unesco.

### Templos
Rímac alberga una gran cantidad de templos católicos, entre ellos el de San Pablo Apóstol, la Virgen de Guadalupe, de la Virgen María, del Divino Maestro, de Nuestra Señora de los Ángeles y Convento de los Descalzos, de Santa Liberata (alberga al Patrono el Señor Crucificado del Rímac), de Nuestra Señora del Patrocinio, de Nuestra Señora de La Cabeza, de Nuestra Señora de Guía, de Nuestra Señora de la Consolación y de Nuestra Señora de Copacabana (antiguo beaterio).
También, los de Nuestra Señora del Rosario del Puente, de San Lorenzo, de San Juan Bautista de Amancaes, de San Esteban, de Natividadde María, de San Francisco Solano, de Nuestra Señora del Perpetuo Socorro y San Alfonso (alberga a Nuestra Señora del Perpetuo Socoro), de la Virgen del Carmen, de San Juan Bosco y de San Francisco de Paula.

### Lugares turísticos
La Alameda de los Descalzos es un tradicional paseo, mandado a trazar por el virrey, Juan de Mendoza y Luna, construido en 1611.
La Quinta de Presa es una casa campestre de estilo rococó, construida en el siglo XVIII por la familia Carrillo de Albornoz y Bravo de Lagunas, Marqueses de Montemar y Monteblanco.
El Paseo de Aguas fue construido por el virrey, Manuel de Amat y Juniet entre 1770 y 1776, en su cercanía se encuentra la plaza de toros de Acho.
La Capilla de Nuestra Señora del Rosario del Puente es considerada como la más pequeña del mundo. Sus dimensiones son de cinco metros de ancho, diez de alto y doce de profundidad.
La plaza de toros de Acho fue construida en 1765, durante el gobierno del virrey, Manuel de Amat y Juniet.
La Huaca La Florida es un sitio arqueológico del 1700 a. C. Contiene los restos de un complejo arquitectónico con plano en forma de “U”, siendo el más representativo de este estilo, así como uno de los más antiguos.

### Otras instalaciones
En Rímac hay instituciones de enseñanza superior como la Facultad Ciencias Empresariales (Única Facultad de la UNE, que no forma profesionales en Educación) de la Universidad Nacional de Educación Enrique Guzmán y Valle (La Cantuta), que forma profesionales en Administración de Empresas, Administración de Negocios Internacionales, Gastronomía y Turismo y Hotelería; en la Urbanización La Huerta de los Padres Descalzos. En el límite con los distritos de Independencia y San Martín de Porres, se encuentra la Universidad Nacional de Ingeniería (UNI). Asimismo, tiene su sede el Club Internacional Revólver.

## Autoridades
| Cargo    | Autoridad electa                  | Partido político | Partido político       |
| -------- | --------------------------------- | ---------------- | ---------------------- |
| Alcalde  | Néstor Evadio de la Rosa Villegas |                  | Podemos Perú           |
| Regidora | Teresa Mariños Quiñones           |                  | Podemos Perú           |
| Regidor  | Juan Miguel León Mozón            |                  | Podemos Perú           |
| Regidora | Zuinmy Alva Tarazona              |                  | Podemos Perú           |
| Regidor  | Giancarlo Vargas Rubina           |                  | Podemos Perú           |
| Regidora | Nancy Belverde Torres             |                  | Podemos Perú           |
| Regidor  | Rafael Villafranca Tomasevich     |                  | Podemos Perú           |
| Regidora | Carmen Álvarez Miranda de Cano    |                  | Podemos Perú           |
| Regidora | Fiorella Masías Arrambide         |                  | Renovación Popular     |
| Regidor  | Jhorlan Nestares Talla            |                  | Renovación Popular     |
| Regidor  | Martín Villafuerte Agüero         |                  | Frente de la Esperanza |
| Regidor  | Royser Huamán Fernádez            |                  | Somos Perú             |

## Galería

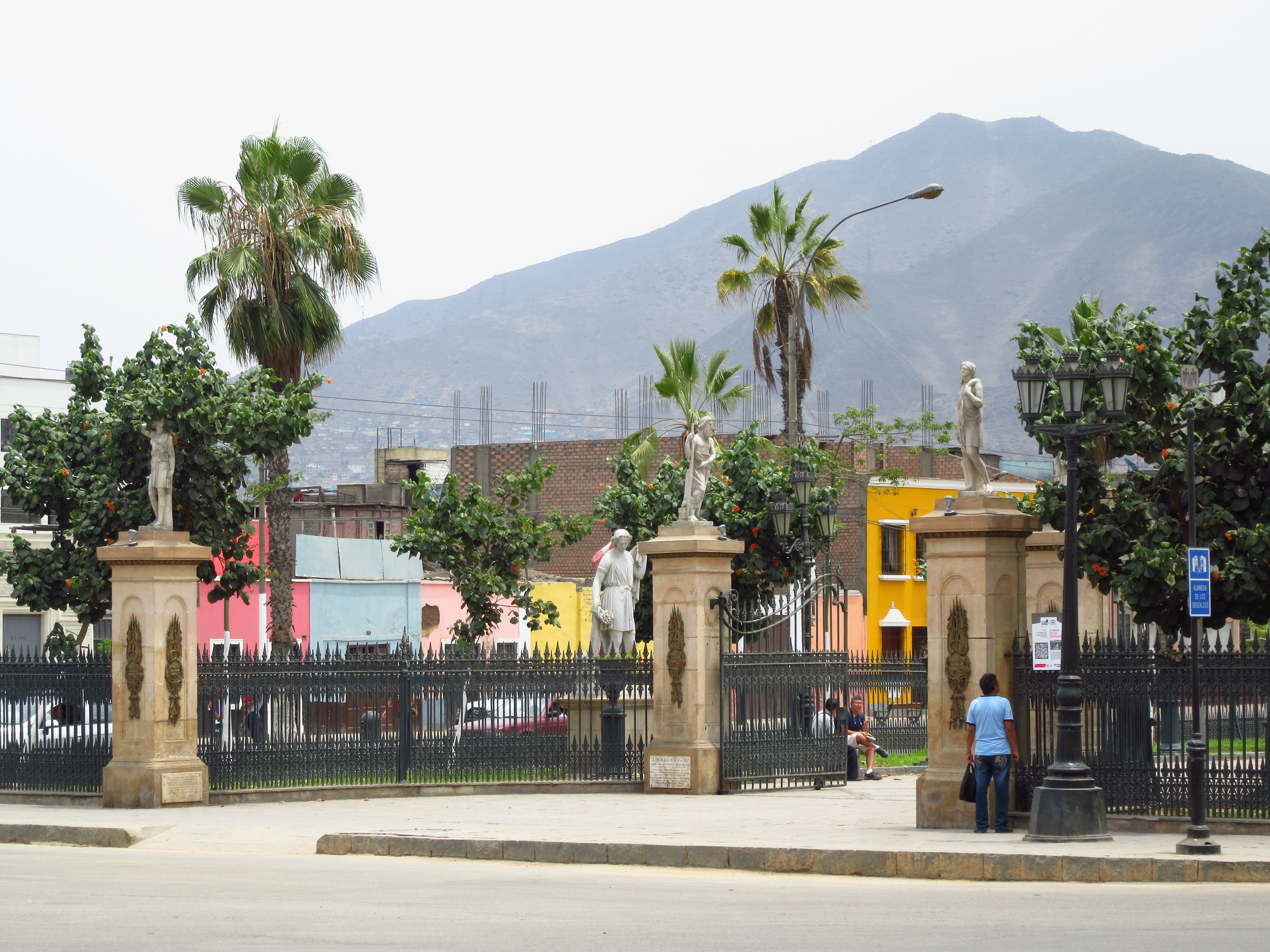
Alameda de los Descalzos.
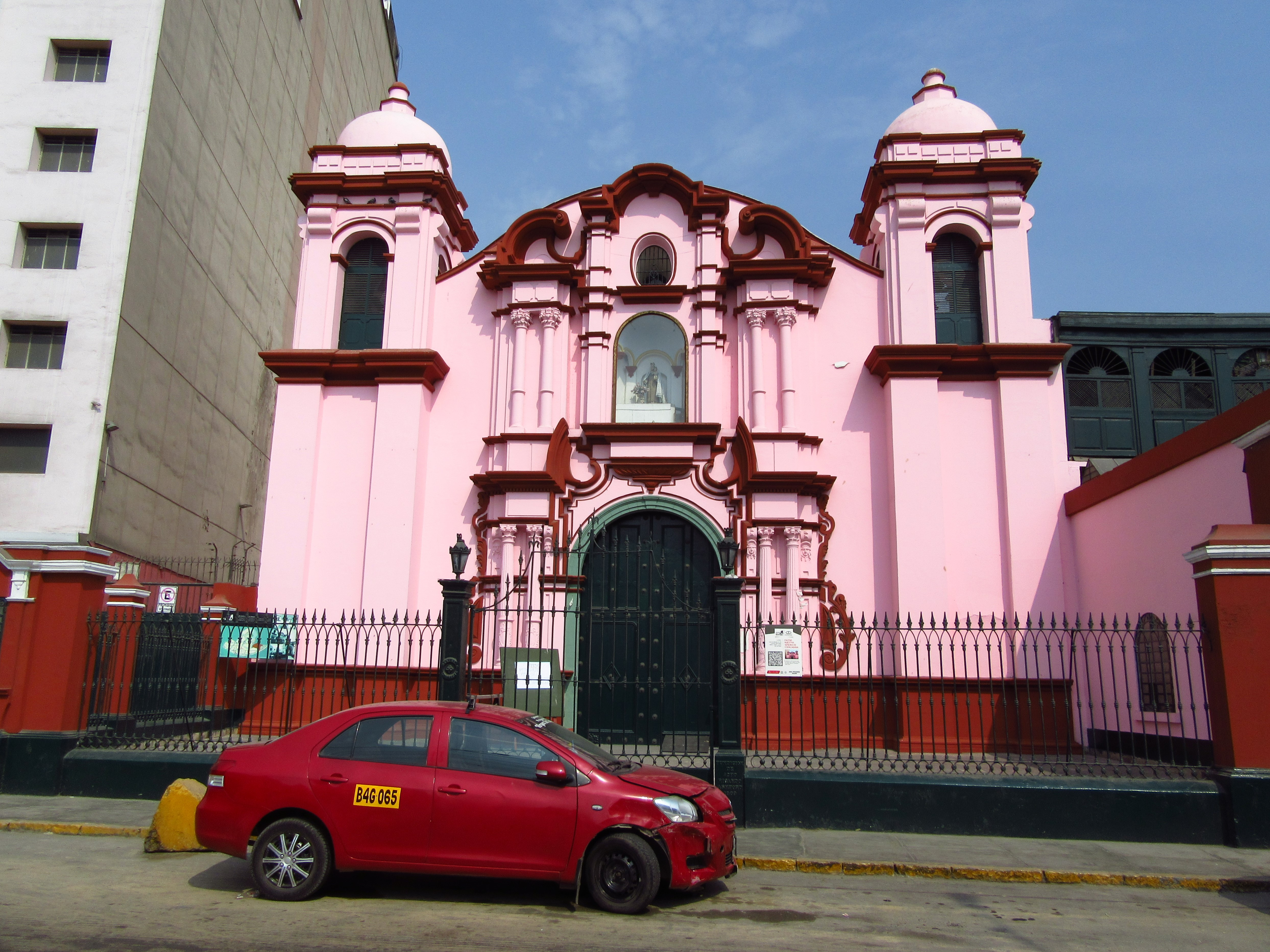
Iglesia de Nuestra Señora de Copacabana.
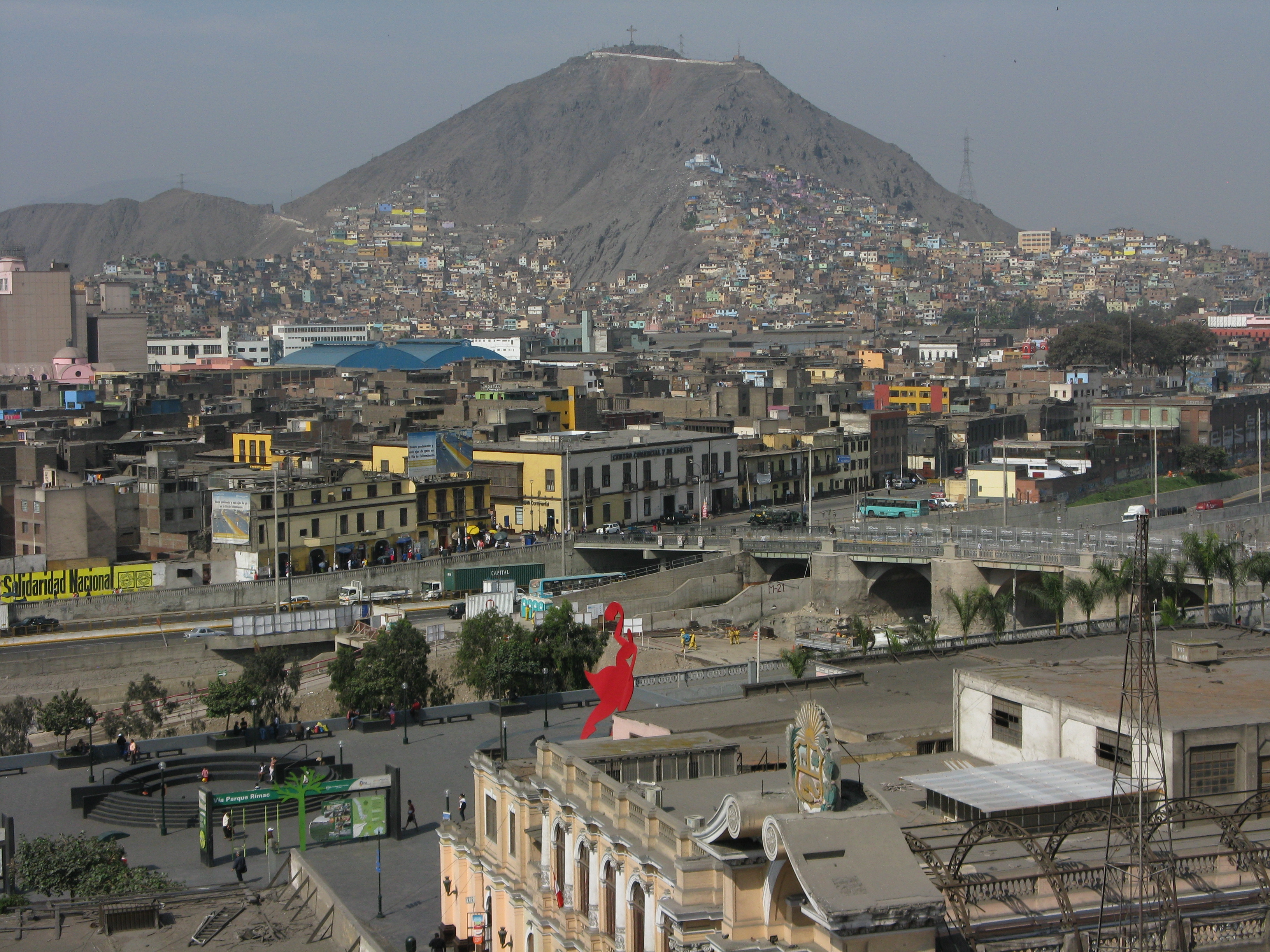
Cerro San Cristóbal.
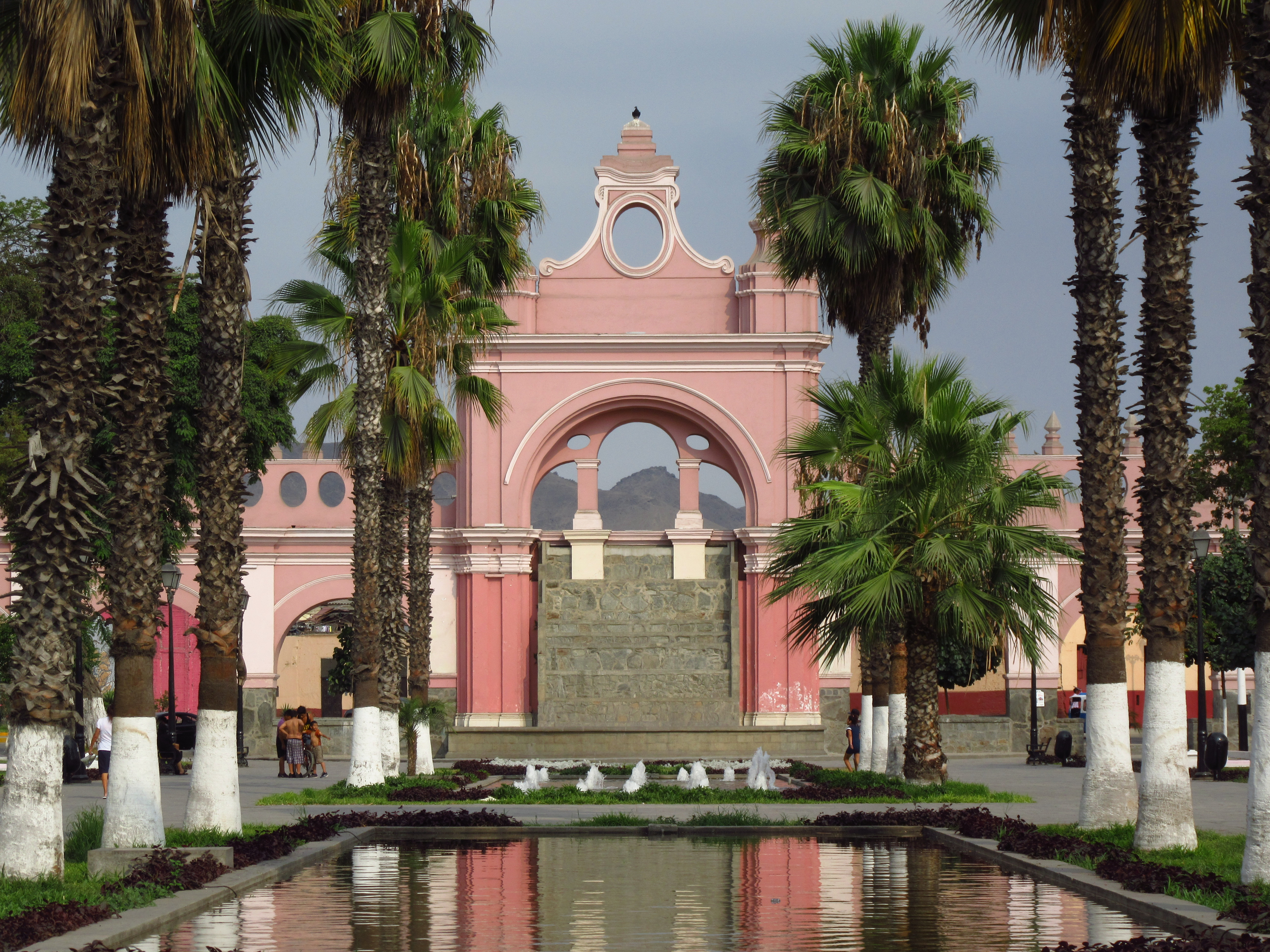
El arco central del Paseo de Aguas.
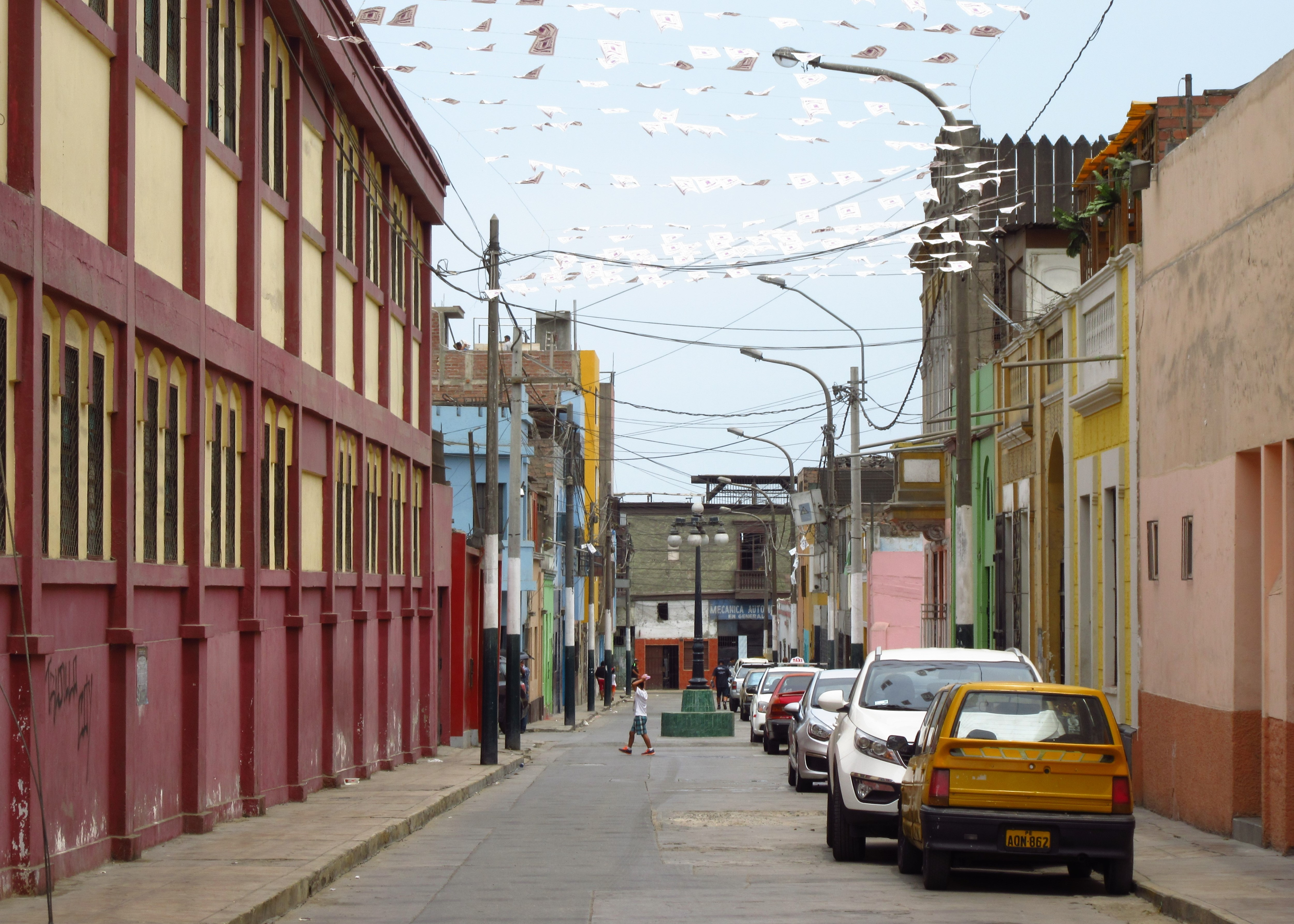
Calle Reforma.
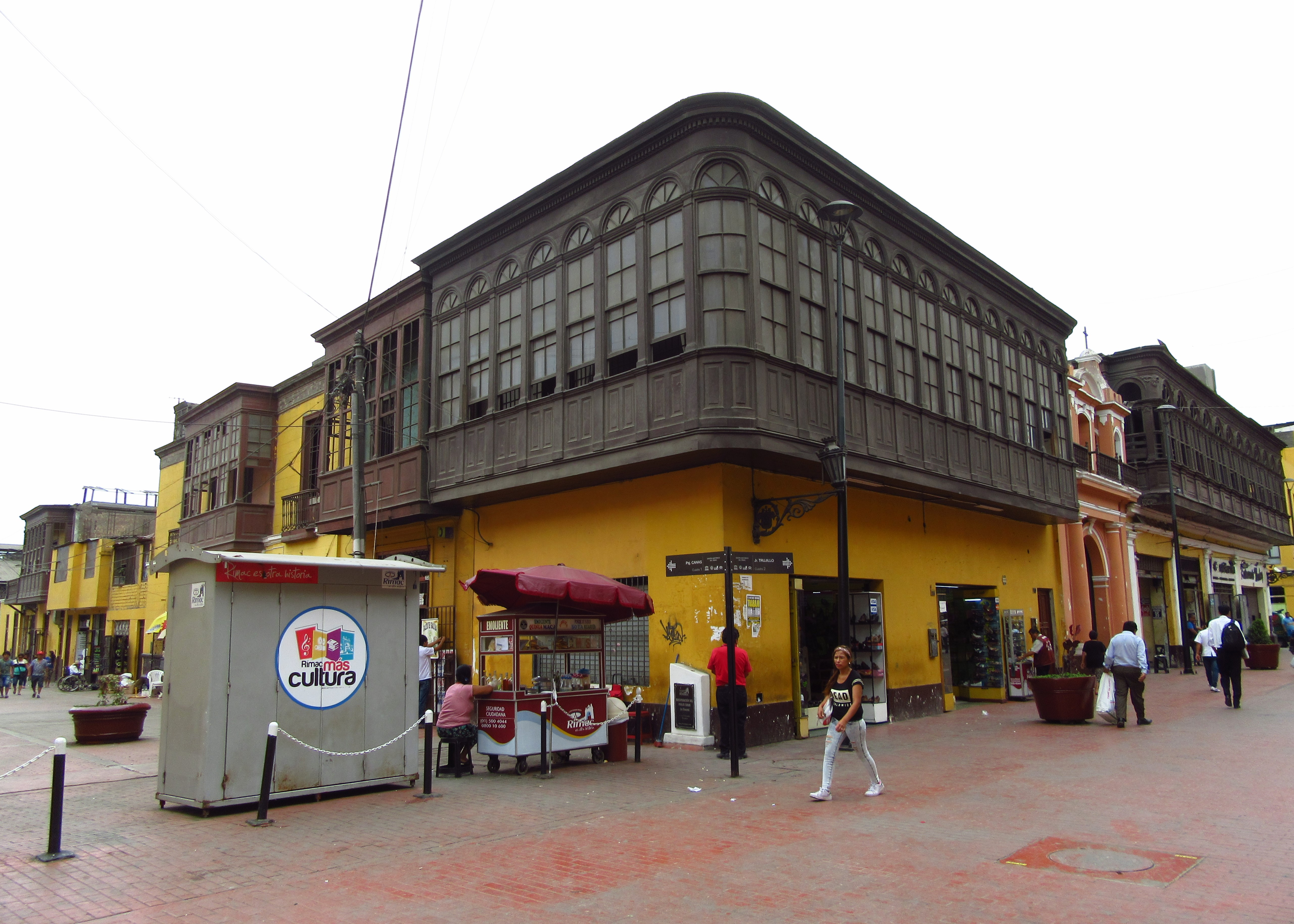
Balcones en el jirón Trujillo.
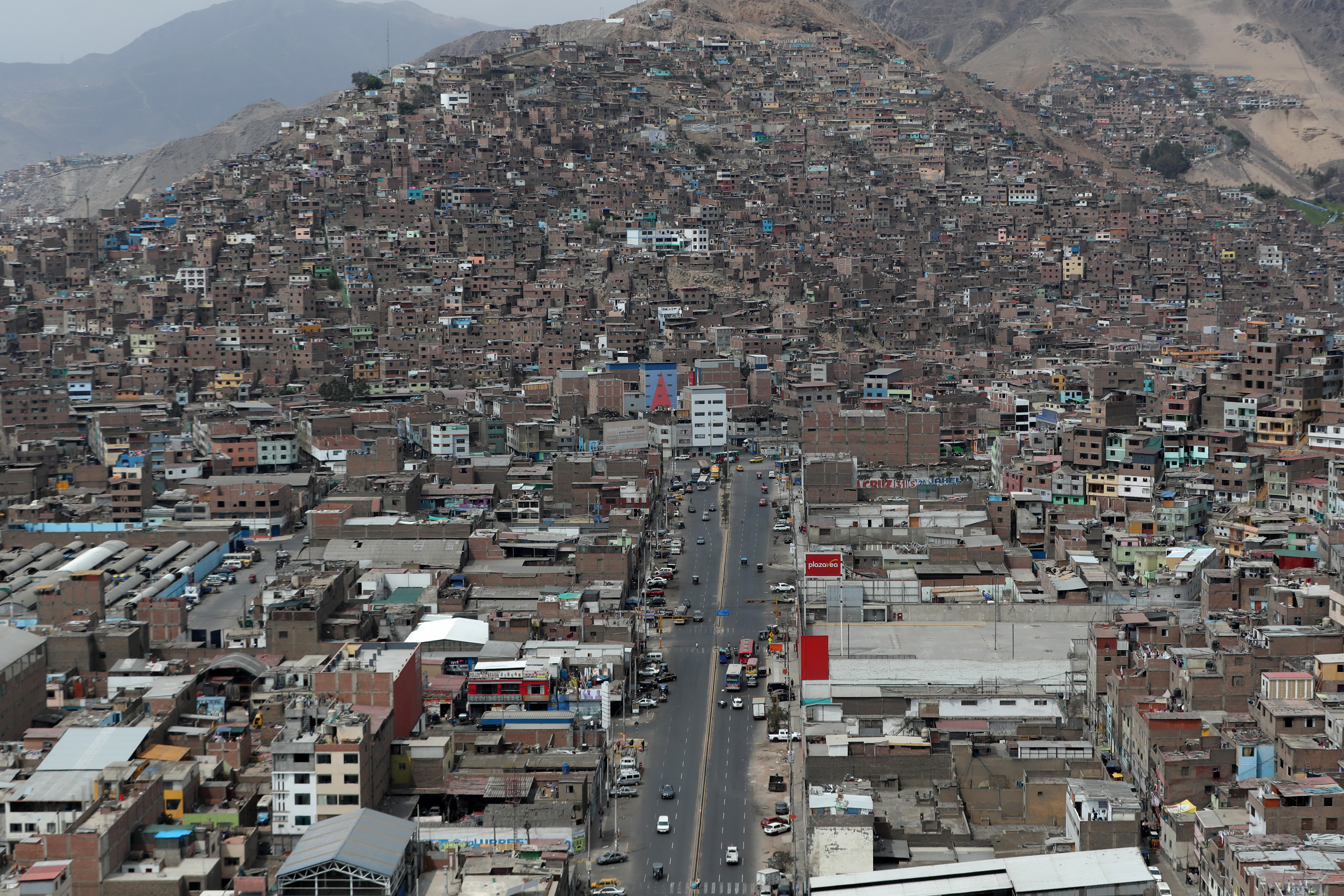
Vista aérea del distrito.

## Hermandades
- Dongcheng, China (2016).[28]